# Индијске иновације
Прича о Индијским иновацијама заснована је на идеји неколико индијских пионира „како постићи више са ограниченим ресурсима и тиме задовољити већи број људи“ заправо представља друкчије односно новије схватање иновативности са акцентом на приступачност и одрживост производа и услуга.
Сматра се да оволиком напретку индијске привреде и иновативности у глобалу, допринела доста фактора. Прво власт у Индији која је близу 40 година штитила тржиште од страних компанија и технологија и самим тим је индијске предузетнике, инжењере и научнике оставило да се ослањају једни на друге и сопствена знања и искуства. Постављање високих циљева како би се пробудио предузетнички дух у великој мери допринело брзим растом индијских компанија од 90-их па на даље. Вођени идејом о постизању максимума са ограниченим ресурсима, полазили су од тога да ни једна препрека неће нестати сама од себе и да ју је неопходно заобићи на најбољи могући начин. Увек са тачно уцртаним циљем: аутомобилом до 2000$, најјефтинији разговор; индијски предузетници не смеју имати двосмислеме визије. Морају бити фокусирани на људе, како на запослене тако и на крајне потрошаче. Овакав начин рада је прилично стран и тежак за примену од стране великих западних компанија, можда зато што су индијске фирме растући формирале себи најприближније системе рада које је јако тешко неком наметнути. Три Гандијева правила иновативности за сад у великој мери показују како да се одговори на што више људских потреба уз ограничене ресурсе. Пратећи ова три начина индијске компаније показују пут компанијам других земаља како да снизе своје трошкове и уз ограничене капацитете постигну максимум.

## Почеци
У свету је велики број оних који себи могу да пријуште само најјефтинија добра, да се воде политиком да добију што воше за свој новац, а не политиком изобиља. Баш тај део популације почео да представља циљну група сада већ гиганата индијске привреде. Схватајући да су такви клијенти, потрошачи, муштерије појединачно можда непопуларни али да заједно чине огромно неискоришћено тржиште. На самом почетку, фокус индијских компанија усмерава се на проналаженје што јефтинијих и ефикаснијих начина производње и што јефтинијих и приступачнијих извора ресурса знања и информација. Такав начин размишљања их је аутоматски усмерило на међузависнот, на изградњу што јачих међусобних ланаца за пренос информација, трансфер ресурса и протока сировина. Индијске компаније за циљ су имале да пенетрирају на не искоришћено тржиште сиромашнијег дела популације, начин да се то учини видели су у пружању производа и услуга по њима приступачним ценама. Почело је учење како да са мање сировина произведемо више производа.
Гандијеве мудрости

### Ганди
Вођени изреком Махатме Гандија: „Земља пружа довољлно за задовољење свачије потребе, али не и за задовољење свачије похлепе“ индијски иноватори унапређују своју позицију тако што мењају сваки аспект, сваку карику, у дотадашњем ланцу вредности. Главни концепт Приступачност и Одрживост. Произодећи уз јако мале капацитете и уз јако мале трошкове долазе до производа који су приступачни свима а опет довољни да компанија остварује прихода.

### Гандијевске иновације
У покушају да се направи одређена смерница компанијама, како да прате пут иновативности дошло се до сазнања да су два фактора битнија од других:Примена технологије и организационе способности. Овакав начин пословања био је стран за компаније са запада али су им неке од индијских компанија показала како се може доћи до правог пута пратећи само „три принципа Гандијевских иновација“:
1. Измена пословних модела,
2. Модификовање организационих способности,
3. Стварање нових могућности;

Без сумње, главни циљ компанијама је био елиминација свих беспотребних трошкова, како би се дошло до најниже могуће цене за крајне потрошаче. Велике уштеде остварене су у такозваној изради нове методологије за поделу рада, тако да се много тога може
обавити и без личних контаката са извршиоцима активности. Овде су до изражаја дошле способности индијских инжењера, који су пословне задатке добијали преко интернета и хонорарно их обављали од куће.

## Супер-компјутер
Смањивању трошкова и смањивању времена потребног за остварење одређених циљева, допринела је и синтеза технологија. Узимањем најбољег из сваке области, индијске компаније успеле су да производе брже уз доста ниже трошкове унапређујући дизајн и перформансе производа. Најбољи пример за то је производња супер-компјутера, за чије потребе је огранак Тата groupa комбинујући најсавременију технологију успео да се попне са двадесет шестог на четврто место по брзини компјутера у свету, а да притом има 50% ниже трошкове него било који други супер-компјутер у свету.

## Јефтини аутомобили
При изради оваквих пројеката, индијске компаније су комбиновале не само различите технологије већ и стечена знања бројних великих компанија. При производњи нано аутомобила Тата моторса (аутомобил за 2000 $) у пројекат су биле укључене компаније из Немачке, Америке, Италије, Јапана и Индије, све са циљем да се синтезом до тада стечених знања сваке од њих премосте проблеми који су им појединачно деловали непремостивим, резултат ове симбиозе стечених знања био је најјефтинији аутомобил на свету.

## Услуге телекомуникације
Сиромашнији део популације био је ускраћен поред производа широке потрошње, и за одређене услуге. Услуге телекомуникационих система, били су једноставно прескупи да би их добар део индијске популације приуштио. Налазећи се у јако лошој позицији због са једне стране великих пореза наметнутих од стране државе, а са друге стране недовољног учешћа на тржишту индијска телекомуникациона компанија  мења своју пословну стратегију. Почиње са освајањем најсиромашнијег дела популације нудећи им далеко најниже цене на тржишту 1 цент по минуту разговора. На овај начин дошло је до пада просечног прихода по кориснику, али се број корисника за јако кратак временски период попео са неколико хиљада на неколико милиона. Тржишно учешће Bharti Airtel у Индији је „експлодирало“ и данас захвата скоро све делове Индије. Завхаљујући свом специфичном систему сада се могу похвалити са 100 милиона корисника и надају се да ће се тај број удвосручити до краја 2012.

## Медицина
Чест начин уштеда индијских компаанија јесте коришћење иновативних финасијских метода. Коришћењем такозваног „publik-private partnerships“ успеју да смање трошкове истраживања користећи базе података специјализованих предузећа у иностраству Индијски инжењери показале су се јако успешним у унапређивању и комбиновању већ постојећих техника, технологија, знања и системаиз света. Унапређивањем 911 система пружања хитне помоћи, успели су да пруже скоро бесплатне услуге овог типа у урбаним и руралним подручјима. Комбинујући најскорија техношска достигнућа у области:телекомуникација, рачунарства, медицине и транспорта успели да услуге које у Америци и сличним земљама кошстају 100$ својим корисницима пруже за само 50центи-EMRI систем (emergency management and research institute).

## Истраживање
Остварили су огромне уштеде времена и средстава у области производње лекова. Увођењем новог редоследе обављања активности успели су да ексеперимент који би иначе трајао до дванаест година заврше за осам година и да трошкове који би по тадашњим системима рада износили милијарду долара сведу на свега десет милиона.